# ロウライン
座標: 北緯40度43分05秒 西経73度59分13秒 / 北緯40.717989度 西経73.987025度

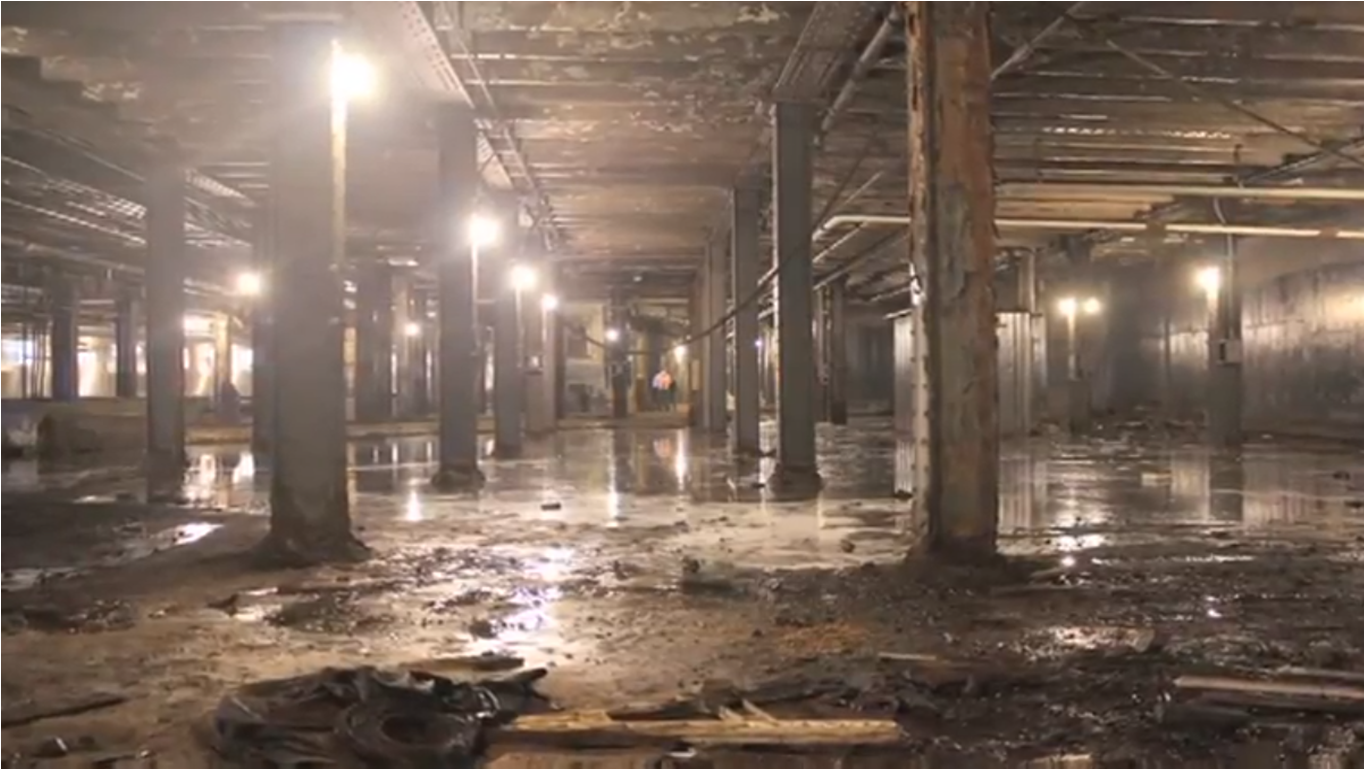
現在は廃駅となっているウイリアムスバーグ・トローリー・ターミナル (Williamsburg Trolley Terminal) の空間。

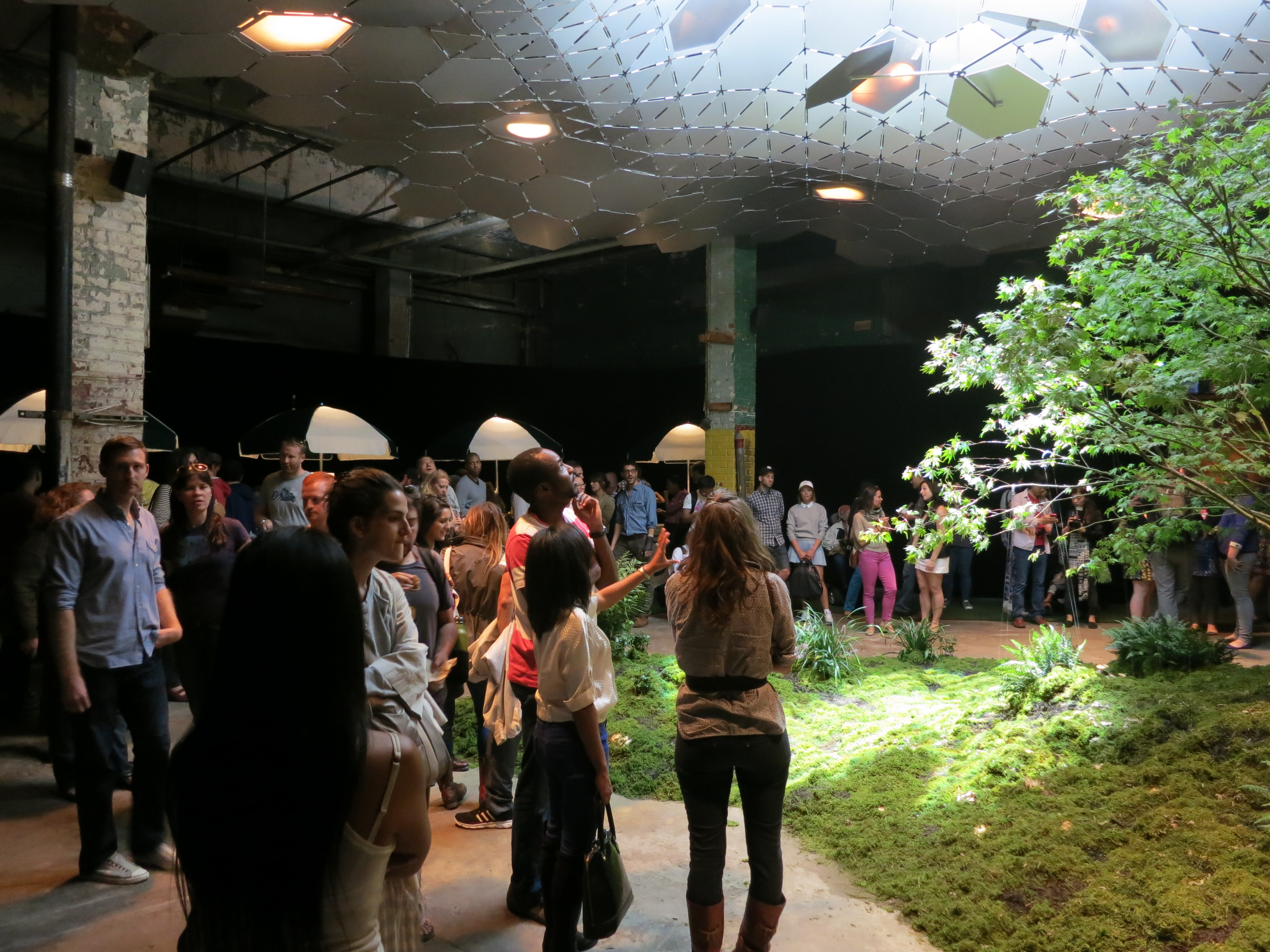
Lowline Tech Demo 2012

ロウライン (Lowline) はニューヨーク市マンハッタン区に建設が提案されている世界で最初の地下公園である。建設予定地は、ロウワー・イースト・サイドのデランシー・ストリート (en) の東端の地底、エセックス・ストリート駅 (en) (J Z 系統の列車) に隣接する場所である。共同創案者のJames RamseyとDan Baraschは光ファイバーを通じて自然光が直接採光される公園を地底に建設することを提案した。この草木を街路の地下で成長させる場所を作る計画は、"リモート・スカイライト" (en) 案としてまとめられている。採光器は地上に設置される手筈となっており、想定されている場所はデランシー・ストリート (en) の中央分離帯である。光ファイバーで方向を変えて採光される太陽光が使えない曇りや雨の日や夜間は、人工光が補助的に使用されることになっている。この公園は、天井の高さが20フィート (6.1 m)で、1948年までウィリアムズバーグ橋を渡ってブルックリンへ行き来する路面電車の終端用ループ線 (balloon loop) として使用されていた、エセックス・ストリート (en) から東に3ブロックのクリントン・ストリート (en) までの区間に渡る。プロジェクトの正式名称はデランシー・アンダーグラウンド (Delancey Underground) である。
このプロジェクトは2011年に最初に提案され、すぐにメディアの広い支持を得た。
2012年、このプロジェクトは太陽光照明技術の実物大の試作のために$150,000以上をKickstarter上の3,300人の支持者 (backer) から調達することに成功した。このプロジェクトは現在のところクラウドファンディングプラットフォーム上で最も成功した都市デザインプロジェクトであり、2012年のKickstarterプロジェクトの中で最大規模のうちの一つである。この作品は、2012年9月にロウワー・イースト・サイドに"Imagining the Lowline"というタイトルのインスタレーションとして設置された。この作品は、ライブで耕作されたランドスケープ、"park"の上に太陽光を降り注ぐ幅30フィートのアルミニウム太陽天蓋 (solar canopy) という形で展示された。この展示期間中には、11,000人の観客が訪れ、学生の課外見学、週末のストリートフェアそして政治イベントなどが開催された。この展示の製作責任者はRobyn Shapiro、インダストリアルデザイナーはEd Jacobs、サポートはBrandt Gravesであった。
このプロジェクトは、アメリカの上院議員en:Kirsten Gillibrand、ニューヨーク州議会議長en:Sheldon Silver、マンハッタン・コミュニティー・ボード3 (en) およびロウワー・イースト・サイド改善地区などの政治家や団体によって支持・宣伝されてきた。BaraschおよびRamseyはHR&A Advisors and Arupとともに公園建設費用、長期ビジネスモデルや地域に与える利益などの見積もりやフィジビリティスタディに取り組んだ。この成果はウォール・ストリート・ジャーナルなどの様々なニュースメディアに公開された。この地下公園予定地は1,650,000平方フィート (153,000 m2)のスワード・パーク都市再生エリア (en) と接しており、この公園に関してEconomic Development CorporationがRFPを発刊している。しかし、ロウライン建設予定地はメトロポリタン・トランスポーテーション・オーソリティ (MTA) によって所有されており、こちらのプロジェクトに関してはそのRFPには記載されていない。ロウラインチームは、MTAおよびニューヨーク市と協業して建設工事のためのアクセス確保や資金調達を継続して行っている。